# Черница (приток Днестра)
Черница (укр. Черниця) — река в Стрыйском районе Львовской области, Украина. Правый приток Днестра (бассейн Чёрного моря).
Длина реки 23 км, площадь бассейна 56 км². Русло умеренно извилистое, во многих местах выпрямленное и обвалованное. Пойма местами заболочена. В верхнем течении протекает через крупный лесной массив.
Истоки расположены к западу от села Вовня. Течёт преимущественно на северо-восток. Впадает в Днестр северо-восточнее села Черница.